# Groover's Paradise
Groover's Paradise es el tercer álbum de estudio del músico estadounidense Doug Sahm. Fue producido por el músico Doug Clifford y lanzado por Warner Records en septiembre de 1974.
Tras su regreso a Texas tras su éxito con el Sir Douglas Quintet en California, Sahm se instaló en Austin, Texas. A medida que la escena musical local prosperaba, se convirtió en la principal atracción de los clubes locales y grabó su álbum debut para Atlantic Records. 
En California, Sahm conoció a los miembros de Creedence Clearwater Revival y firmó un acuerdo con Clifford y Stu Cook para grabar para su compañía productora después de que su segundo lanzamiento en Atlantic no tuviera éxito. Groover's Paradise tuvo éxito en Austin, pero no logró entrar en las listas a nivel nacional. Mientras tanto, fue elogiado por los críticos.

## Antecedentes

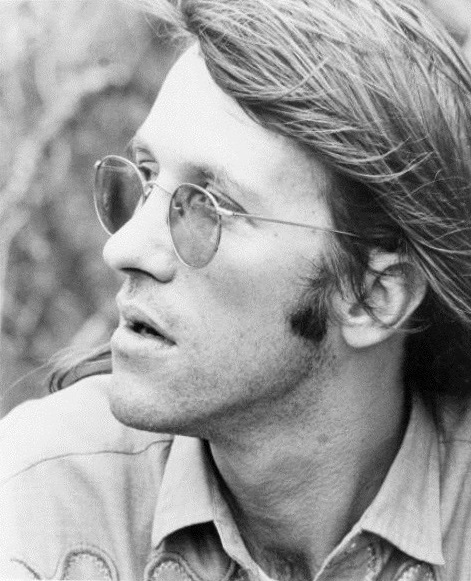
Doug Sahm en 1974.

Después de un arresto por drogas en Corpus Christi, Texas en 1965, Doug Sahm dejó Texas para mudarse a California. Con el Sir Douglas Quintet, hizo discos de éxito y actuó en locales de San Francisco mientras crecía la escena hippie. Sahm dejó California en 1971 para regresar a su casa en San Antonio, Texas, y luego se mudó el mismo año a Austin, Texas. A principios de la década de 1970, la escena musical de Austin se disparó. Debido al bajo costo de vida de la ciudad, entre 1972 y 1974, 200 músicos se mudaron a Austin. Sesenta y cinco bandas estaban basadas en el área, mientras que había veintiocho clubes nocturnos. El teatro Ritz fue reabierto para albergar grandes espectáculos, ya que Willie Nelson, Waylon Jennings y Jerry Jeff Walker encontraron un gran éxito.
Sahm hizo apariciones en el Armadillo World Headquarters y en el Soap Creek Saloon. El Armadillo World Headquarters se convirtió en un club popular, con una multitud constituida por fanáticos de la música country, hippies y estudiantes. Sahm a menudo se presentaba como la atracción principal del club. En 1972, disolvió el Sir Douglas Quintet. Jerry Wexler lo contrató para Atlantic Records y lanzó su álbum debut en solitario en 1973: Doug Sahm and Band. Después de que su segundo lanzamiento en Atlantic no tuviera éxito, el sello sacó a Sahm de su repertorio de artistas para “hacer espacio” para los recientemente contratados T. Rex y Tracy Nelson.

## Grabación
Durante su estancia en California, Sahm se hizo amigo de miembros de Creedence Clearwater Revival. En 1974, Sahm viajó a Berkeley, California, para grabar el sencillo «Groover's Paradise». Firmó un contrato con DSR Productions, propiedad de los antiguos miembros de Credence Clearwater Revival Doug Clifford (baterista) y Stu Cook (bajista). La compañía tenía un acuerdo con Warner Records para grabar a Sahm y proporcionarles los másters. Sahm contaba con el respaldo de una banda llamada Tex-Mex Trip. La banda incluía al saxofonista Frank Rodarte, al músico de sesión Link Davis, Jr. y a músicos de sesión de Los Ángeles. Clifford produjo el álbum y se unió a la banda en la batería, mientras que Cook tocaba el bajo. Todas las canciones del álbum fueron escritas por Sahm, excepto «La Cacahuata» de Luis Guerrero. Groover's Paradise fue grabado en Cosmo's Factory, un estudio ubicado en Berkeley, California. La carátula del disco presentaba arte de Kerry Awn, mientras que los armadillos fueron dibujados por Jim Franklin. La portada mostraba “varias escenas locales conocidas” de Austin. La grabación de Groover's Paradise tuvo lugar entre mayo y junio de 1974. La grabación presentó una mezcla de música country, tejana, blues y rock.

## Lanzamiento y promoción
El sencillo «Groover's Paradise» fue lanzado en julio de 1974.  
Respaldado por «Girls Today (Don't Like to Sleep Alone)», fue catalogado bajo WB 7819.  El álbum fue lanzado en septiembre de 1974, y Sahm comenzó una gira nacional para promocionarlo.  Tras su lanzamiento, Groover's Paradise se convirtió en un éxito en Austin, pero no logró triunfar en otras ciudades.

## Recepción de la crítica
United Press International lo llamó “lo mejor que Doug ha hecho en mucho tiempo”, y lo atribuyó al trabajo de Clifford como productor. El Austin American-Statesman favoreció el álbum, ya que el crítico consideró que fue realizado con “finura y simplicidad”. Record World lo calificó como “musicalmente compacto”. El crítico Robert Christgau le dio al álbum una calificación de B+. Christgau consideró a Sahm un “maestro cuya simplicidad central es completamente inatacable”. AllMusic le dio a Groover's Paradise cuatro estrellas y media de cinco. El crítico Eugene Chadbourne opinó: “Las pistas indican un dominio de muchas formas básicas como el blues, el rhythm & blues, el norteño, el country y el cajún y los músicos siempre parecen estar investigando más allá de esto para encontrar algo nuevo”. Mientras tanto, Austin Chronicle lo consideró “el álbum por excelencia de Austin” y llamó a su portada “la versión hippie definitiva de Austin”. Texas Monthly consideró que el álbum capturó la “esencia despreocupada” de Austin como una “meca hippie despreocupada”.

## Lista de canciones
Todas las canciones escritas y compuestas por Doug Sahm, excepto donde esta anotado.
Lado uno
1. «Groover's Paradise» – 3:25
2. «Devil Heart» – 4:20
3. «Houston Chicks» – 3:48
4. «For the Sake of Rock 'n Roll» – 3:17
5. «Beautiful Texas Sunshine» – 3:30

Lado dos
1. «Just Groove Me» – 3:27
2. «Girls Today (Don't Like to Sleep Alone)» – 2:29
3. «La Cacahuata (Peanut)» (Luis Guerrero) – 1:45
4. «Her Dream Man Never Came» – 3:06
5. «Catch Me in the Morning» – 5:07